# Моррис, Генри Мэдисон
Ге́нри Мэ́дисон Мо́ррис (6 октября 1918, Даллас, Техас, США — 25 февраля 2006, Санти, Калифорния, США) — американский младоземельный креационист, христианский апологет, инженер, один из основателей Общества исследований креационизма (CRS) и Института креационных исследований (ICR). Считается «отцом современного научного креационизма». В 1961 году опубликовал книгу Потоп из Книги Бытия (англ. The Genesis Flood: The Biblical Record and its Scientific Implications) вместе с другим известным младоземельным креационистом Джоном К. Уиткомбом.
Моррис придерживался принципов библейского буквализма, а также непогрешимости Библии, в связи с чем он выступал против миллиардов лет эволюции, возраста Земли и возраста Вселенной. Взгляды и воззрения Генри Морриса, отражённые в его книгах и статьях, были широко приняты современным креационистским движением, однако они отвергаются научным сообществом, а также староземельными креационистами и теистическими эволюционистами.

## Биография
Моррис родился в городе Даллас, штат Техас, 6 октября 1918 года, где жил и учился в 1920-х и 1930-х годах, после чего окончил Университет Райса со степенью бакалавра в области гражданского строительства в 1939 году. 24 января 1940 года он вступил в брак с Мэри Луизой, в котором позже родилось шестеро детей. Они были женаты до самой смерти Морриса в 2006 году.
Хотя в юности Генри Моррис, по его собственным воспоминаниям, был безразличен к религии, вскоре после окончания университета он стал христианином и принял Библию, от Бытия до Откровения, как непогрешимое и буквальное слово Божье.

### Карьера
После окончания университета Генри Моррис стал инженером, работая в Международной пограничной и водной комиссии (1939—1942). После этого он вернулся в Университет Райса, где начал преподавать гражданское строительство (1942—1946). В это время он также написал короткую книгу Во что вы можете верить (англ. That You Might Believe) (1946). Пытаясь опровергнуть основные доказательства эволюции, он, по собственным воспоминаниям, тщательно изучал работы по теории эволюции, которые «убедили его раз и навсегда, что эволюция — ложь». С 1946 по 1951 год он учился в Миннесотском университете, где получил степень магистра по гидравлике (1948) и степень доктора философии по гидротехнике (1950). В 1951 году он стал профессором и заведующим кафедрой гражданского строительства в Университете Луизианы в Лафайете, где также исполнял обязанности декана инженерного факультета до осени 1956 года. Затем в 1957 году Моррис занимал должность профессора прикладных наук в Университете Южного Иллинойса.
В 1959 году Моррис перешёл в Вирджинский политехнический институт и университет штата (Virginia Tech), где занял должность профессора гражданского строительства в области гидравлики и заведующего кафедрой гражданского строительства. Там Моррис совместно с Дж. М. Виггертом написал достаточно серьёзные работы по инженерной гидравлике, которые впоследствии использовались во многих университетах. Это привело к тому, что за десять лет его руководства кафедра стала одной из крупнейших в стране кафедр гражданского строительства. Хотя религиозные взгляды и труды Морриса вызывали споры среди преподавателей биологии и геологии в университете, сообщалось, что Моррис не высказывал свои взгляды на эти темы, если только его не подталкивали к этому, так что его коллеги-инженеры в университете уважали Морриса как «хорошего администратора» и его религиозные взгляды, «потому что они никогда не влияли на его [администрирование]».
В 1961 году опубликовал книгу Потоп из Книги Бытия (англ. The Genesis Flood: The Biblical Record and its Scientific Implications) вместе с другим известным младоземельным креационистом Джоном К. Уиткомбом. Данную книгу считают первой значительной попыткой в XX веке предложить систематическое «научное» объяснение креационизма. Книга оказала большое влияние на современные течения креационизма, а известный американский биолог-эволюционист Стивен Джей Гулд назвал данную книгу «основополагающим документом креационистского движения».
В 1963 году Моррис, ещё работая в Virginia Tech, совместно с единомышленниками основал Общества исследований креационизма (CRS), где он продолжил публиковаться и выступать с креационистскими лекциями. В 1970 году Моррис оставил свою преподавательскую должность в Virginia Tech, чтобы сосредоточиться на своей работе в области креационизма. Также это могло быть вызвано тем, что новый декан инженерного факультета запретил Моррису указывать свои креационистские работы рядом со своими публикациями по инженерии, посчитав эти работы «слишком спорными». Как вспоминал сам Моррис, «[декан Уиллис] Ворчестер был счастлив… когда я подал заявление об увольнении».
В 1970 году Моррис стал соучредителем Колледжа христианского наследия в Санти, Калифорния, в котором он позже основал Институт креационных исследований (ICR) (1972). С 1978 по 1980 года Моррис был президентом данного колледжа, а с 1972 по 1995 года — президентом ICR. С 1996 года вышел на пенсию, передав должность своему сыну Джону, таким образом став почётным президентом ICR до самой своей смерти.
1 февраля 2006 года Моррис перенёс инсульт и был госпитализирован, после чего его перевели из больницы в реабилитационный центр недалеко от дома его сына (и ICR) в Санти, Калифорния, где он и умер.

## Роль в движении креационизма
Генри Морриса ещё при жизни называли «отцом современной науки о сотворении мира» и «возможно, самым влиятельным креационистом XX века». Его труды легли в основу особого креационистского мировоззрения, основанной на вере в непогрешимость Библии и буквальном толковании Книги Бытия, которая противостоит научному сообществу в отношении истории Земли и Вселенной. Моррис смог привлечь много сторонников среди христианских проповедников и учителей домашнего обучения практически во всех штатах США, где приблизительно 40 % населения придерживаются той или иной формы креационистских убеждений.
Труды Генри Морриса часто используются в качестве основного источника большей части аргументации, используемой младоземельными креационистами при отрицании основных положений науки, от расширяющейся Вселенной до тектоники плит, биологической эволюции и генетики. Так, книга «Потоп из Книги Бытия», написанная им в соавторстве с Джоном К. Уиткомбом, оказала большое влияние на современные креационистские убеждения, и к моменту смерти Морриса она выходила в 44-м издании и была продана тиражом 250 000 экземпляров на английском языке.
В 1995 году Генри Моррис завершил работу над книгой The Defenders Study Bible, которая включает его заметки на библейский текст на английском языке (Библия короля Якова). Незадолго до своей смерти в 2006 году он опубликовал значительно расширенную версию своей работы под названием The New Defender’s Study Bible. В мае 2012 года The New Defenders Study Bible была переиздана и выпущена под новым названием The Henry Morris Study Bible.
За свою жизнь Моррис опубликовал одиннадцать статей по гидравлике в технических журналах и сотни статей и брошюр на библейские и креационистские темы. С 1985 по 2002 год он ежемесячно издавал религиозные брошюры Дни хвалы (англ. Days of Praise), которые содержали комментарии к Библии на каждый день.
По мнению многих критиков псевдонауки, Генри Моррис представляет теорию эволюции и другие критикуемые им научные теории как религиозную систему, тем самым реализуя подмену тезиса. Так, Массимо Пильуччи критиковал игнорирование Моррисом материала, который мешал бы его «миссии» и «убеждениям», а также за неудовлетворительную интерпретацию начал термодинамики.
В обзорной книге Reviews of Creationist Books приводятся детальный разбор и рецензии работ Генри Морриса от профильных специалистов в различных областях науки. Так, проводя рецензию на книгу Эволюция и современный христианин (1967) профессор агрономии в Университете штата Айова Т. Фентон, писал: «Научная ценность книги равна нулю; автор избирательно выбирает области науки, которые он принимает, и отвергает другие области общепринятой науки»:93. Дэвид Фогель, профессор биологии в Крейтонском университете, рецензируя данную книгу, писал, что «его теология поверхностна; его экзегеза сводит с ума; его наука неверна; и он довершает это тем, что оскорбляет миллионы верующих в Библию христиан, которые принимают эволюцию»:108. Книга Морриса Научный креационизм (1974, переиздана в 1984), по словам Германа Киркпатрика, «не является убедительным доказательством в поддержку недавнего сотворения Земли»:94. Томас Уиллер, профессор биохимии в Луисвиллском университете, проанализировав второе издание книги, пришёл к выводу, что она «не может быть рекомендована для использования в классах государственных школ или для любого, кто интересуется изучением науки»:102. Уиллер это связывает с тем, что, по его словам, Генри Моррис не понимает многие области наук, апеллирует к религиозным предрассудкам, искажает научные знания, игнорирует неудобные для себя другие области науки, использует двойные стандарты в своих доказательствах, делает «абсурдные выводы», неверно цитирует источники (или оформляет их ненадлежащим образом), производит личные нападки на учёных, использует уже опровергнутые гипотезы и занимается «глупыми расчётами»:97—100. Работа Морриса и Уиткомба Потоп Бытия (1961) также подверглась критике за вырывание цитат из контекста и неверное цитирование источников. Например, в одном случае источник, в котором говорилось «море, которое исчезло так много миллионов лет назад», был процитирован в книге как «море, которое исчезло так много лет назад». Геолог Джон Г. Солум раскритиковал работу за неточность: «Уиткомб и Моррис ошибаются относительно природы пород, связанных со сбросовыми разломами. Их утверждения об окаменелостях основаны на непонимании младоземельными креационистами того, как породы датируются относительно друг друга и как была построена геологическая колонна». Также Солум добавил: «Объяснение Моррисом относительного датирования не просто „несколько упрощено“ — оно полностью неверно».
В книге Долгая война против Бога: история и влияние конфликта творения/эволюции (1989) Моррис писал, что «отрицание Бога — отрицание реальности сверхъестественного творения и суверенного правления творца над миром — всегда было коренной причиной всех человеческих проблем». Рэнди Мур, профессор по обучению биологии из Миннесотского университета, раскритиковал Морриса за то, что он называет в своей книге «эволюционизм» сатанинским и, что тот якобы несёт ответственность за расизм, аборты и упадок морали.